# Конвой M-14
Конвой M-14 — японський конвой часів Другої світової війни, проведення якого відбувалось у березні 1944-го.
M-14 належав до серії конвоїв, які в 1943—1944 роках ходили між розташованим на північному сході Нідерландської Ост-Індії островом Хальмахера (зокрема, відігравав важливу роль у постачанні японських сил на заході Нової Гвінеї) та важливим транспортним хабом у Манілі.
До складу конвою увійшли транспорти «Норвей-Мару», «Целебес-Мару» і «Тацуджу-Мару» (Tatsuju Maru), тоді як охорону забезпечували патрульний корабель PB-103 і переобладнані мисливці за підводними човнами «Кьо-Мару № 12» та «Нітто-Мару № 17».
9 березня 1944-го загін рушив із затоки Кау (глибоко вдається в острів Хальмахера з півночі). Втім, майже одразу на PB-103 виникли проблеми з машиною, так що загін став на якір та зміг продовжити рух лише вранці 11 березня, коли відремонтували PB-103. При цьому ескорт додатково підсилили переобладнаним сітьовим загороджувачем «Токо-Мару № 1».
У районі острова Талауд (на межі Молуккського моря та моря Сулавесі) від конвою відокремився «Нітто-Мару № 17», а по досягненні району острова Сарангані (біля південного завершення острова Мінданао) те саме зробив «Кьо-Мару № 12».
Під час прямування через море Себу до конвою приєднався транспорт «Тейю-Мару» (Teiyu Maru).
У перші хвилини 19 березня 1944-го поблизу мису Сантьяго (сотня кілометрів на південний схід від Маніли) загін безуспішно аткував якийсь підводний човен, а ввечері тієї ж доби конвой успішно досягнув пункту призначення.